# أفرو أفيس
طائرة أفرو 562 أفيس هي طائرة اختبار بمقعدين مع جناحين منبسطين صممت وبنيت من قبل شركة أفرو لإجراء التجارب على المركبات الطائرة الخفيفة عام 1924.

## المواصفات

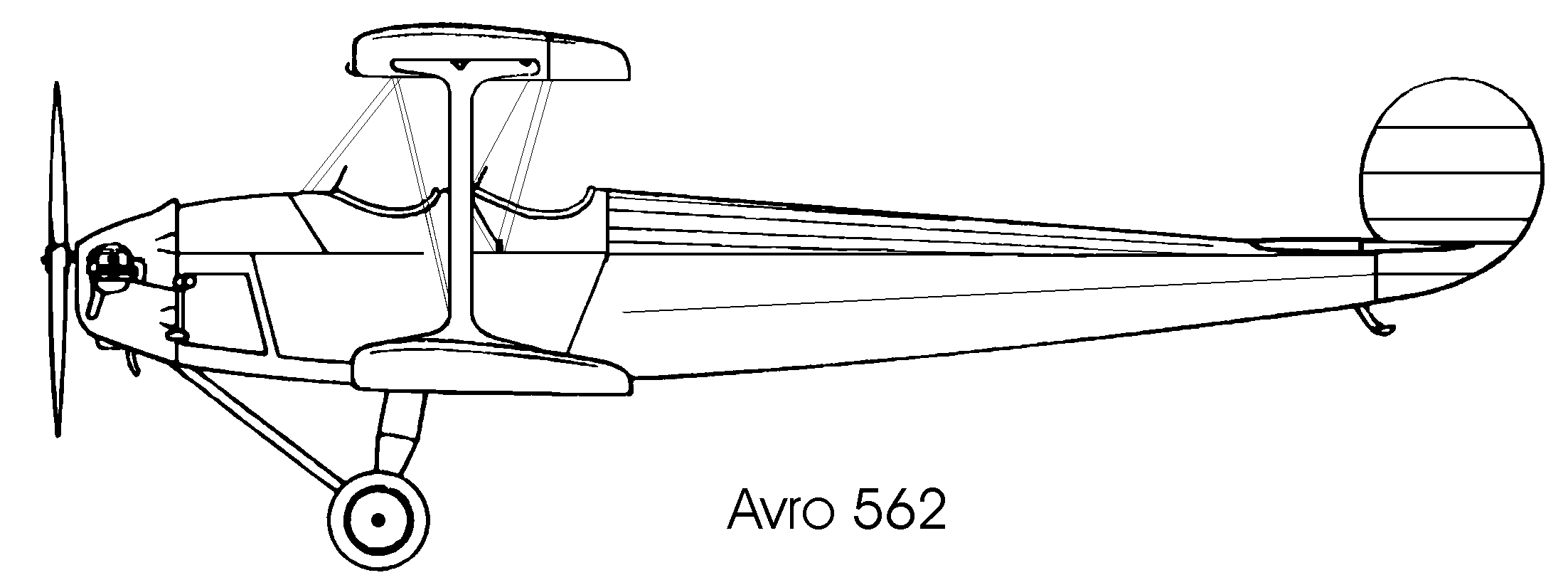

مصدر البيانات: Avro Aircraft since 1908.
الخصائص العامة
- طاقم العمل: one (pilot)
- السعة: one (passenger)
- الطول: 24 قدم 0 إنش (7.32 م)
- طول الجناح: 30 قدم 1 إنش (9.17 م)
- الأرتفاع: 9 قدم 0 إنش (2.74 م)
- منطقة الجناح: 246 قدم2 (22.9 م2)
- الوزن الفارغ: 590 رطل (268 كجم)
- الوزن الإجمالي: 995 رطل (451 كجم)
- المحرك: 1 × بلاكبورن ثراش - محرك ثلاثي الإسطوانات مبرد بالهواء, 35 حصان (26 كيلو وات) لكل

الأداء
- السرعة القصوى: 75 ميل/ساعة (120 كم/س)

## وصلات خارجية
- أفرو Avis – الطائرات البريطانية الدليل